# Eugénia de Montijo

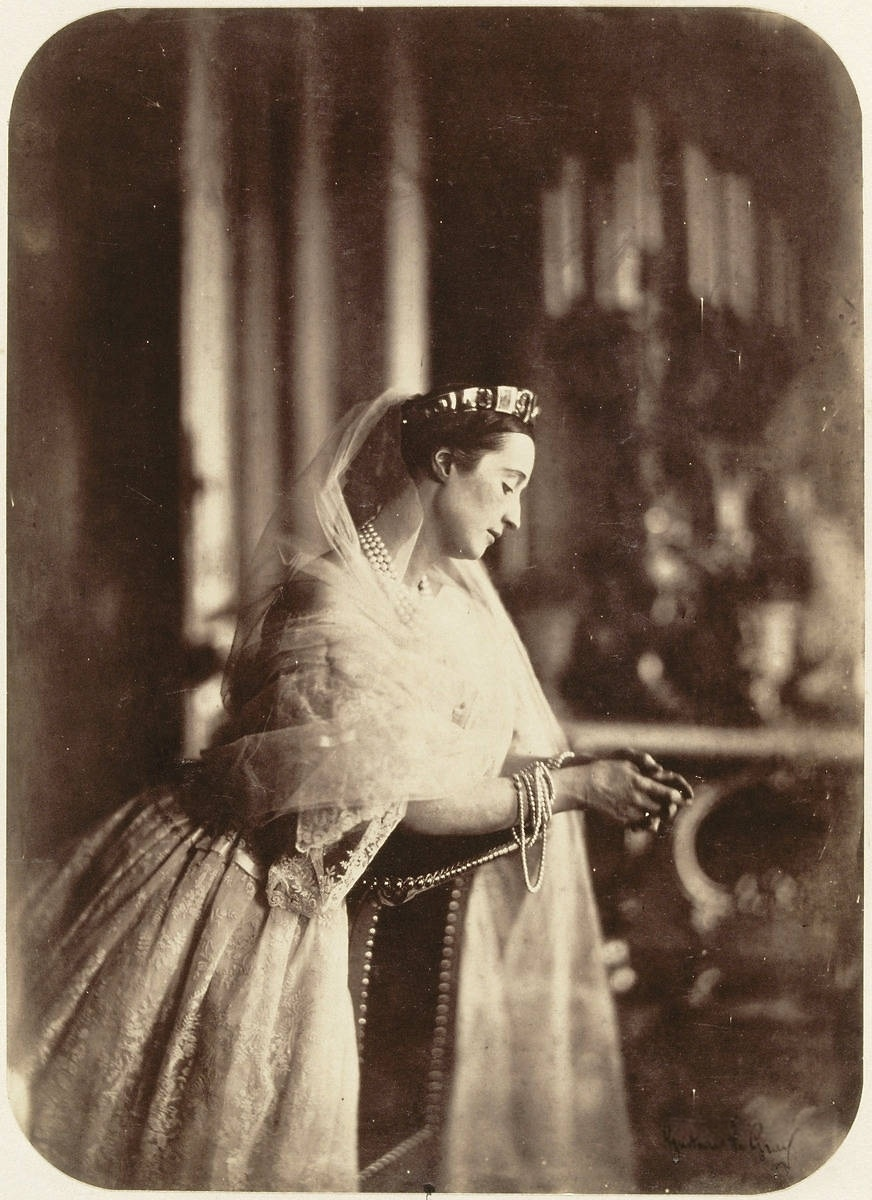
Eugénie de Montijo — a última imperatriz dos franceses, por volta de 1856

Eugénia (português europeu) ou Eugênia (português brasileiro) de Montijo (Granada, 5 de maio de 1826 – Madrid, 11 de julho de 1920) foi a esposa do imperador Napoleão III e a última Imperatriz Consorte da França de 1853 até 1870. Nascida como uma aristocrata espanhola, era filha de Cipriano de Portocarrero, 8.º Conde de Montijo e sua esposa Maria Manuela Kirkpatrick.

## Juventude
Eugénia de Montijo era a mais jovem das duas filhas de Cipriano de Palafox y Portocarrero, 13.° duque de Peñaranda e grande de Espanha, e de Enriqueta María Manuela KirkPatrick de Closeburn y de Grevignée.
Após a morte do pai, em 1839, e o casamento de sua irmã mais velha, Maria Francisca Portocarrero Kirkpatrick, conhecida como Paca, 12.ª Duquesa de Peñaranda com Jacobo Fitz-James Stuart y Ventimiglia, 15.° Duque de Alba, em 14 de fevereiro de 1848, Eugénia mudou-se, juntamente com sua mãe, para Paris, onde passou a frequentar as festas da alta sociedade, sendo cortejada pelo então presidente Carlos Luis Napoleão Bonaparte, o futuro Napoleão III de França.
Conta-se que Eugénia era extraordinariamente bela, e que seus cabelos muito longos eram de um castanho incomum conhecido como "castanho-ticiano". Fora educada no convento do Sacré-Coeur, em Paris, onde reebera a formação tradicional da aristocracia católica da época. Sua mãe, que ficara viúva em 1839, havia confiado a educação das duas filhas, Paca e Eugénia, a Stendhal, que se encarrega de lhes ensinar história (essencialmente anedotas sobre o reino de Napoleão, que ele conhecera), e a seu grande amigo Prosper Mérimée, que se ocupa das aulas de francês.
Diz-se que, um dia, em uma conversa mais íntima ao pé do ouvido, Napoleão III perguntou-lhe, "qual é o caminho mais curto para seus aposentos", e ela respondeu-lhe "pela capela, meu senhor, pela capela".

## Imperatriz dos Franceses
Casaram-se em Paris no dia 19 de janeiro de 1853, e Eugénia ousou em ser uma das primeiras noivas a casar-se de branco — seguindo o exemplo da rainha Vitória, da Inglaterra — em uma época em que as noivas se casavam de azul, verde e até de vermelho:
"O branco começou a ser utilizado apenas em 1840, quando a rainha Vitória casou-se com o príncipe Alberto. Nessa época era a cor azul que simbolizava pureza, enquanto o branco era símbolo de riqueza. Como a cor branca não era geralmente escolhida para o vestido de noiva, a rainha Vitória surpreendeu a todos e lançou a tendência –— que logo foi copiada por mulheres de todo continente europeu e americano."
Nasceu em Paris no dia 16 de março de 1856 seu único filho o príncipe imperial Napoleão Eugênio, que viria a falecer tragicamente na África do Sul em 1.º de junho de 1879 em confronto com uma tribo zulu.

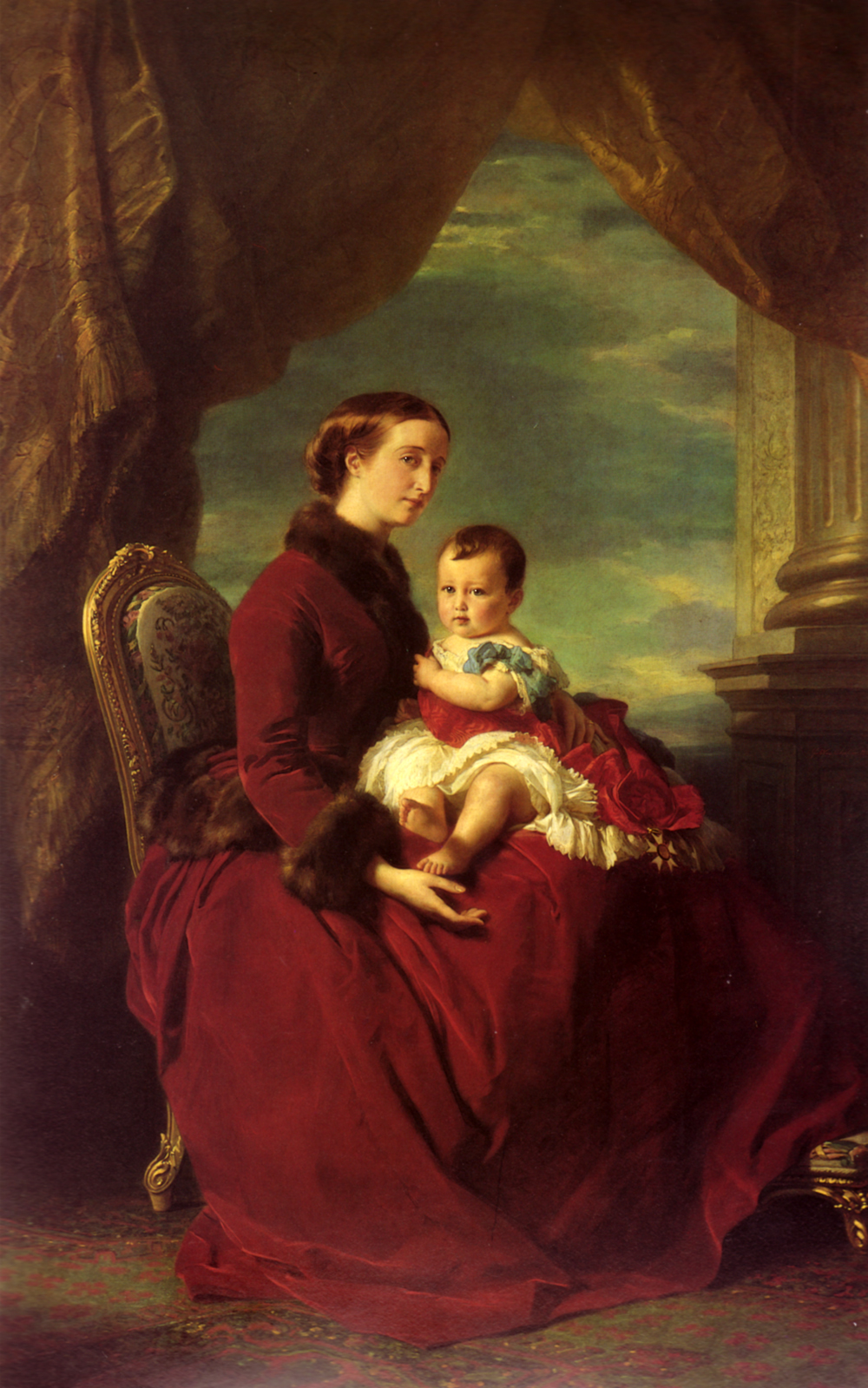
A imperatriz Eugénia com seu filho ao colo, quadro de Winterhalter, 1857

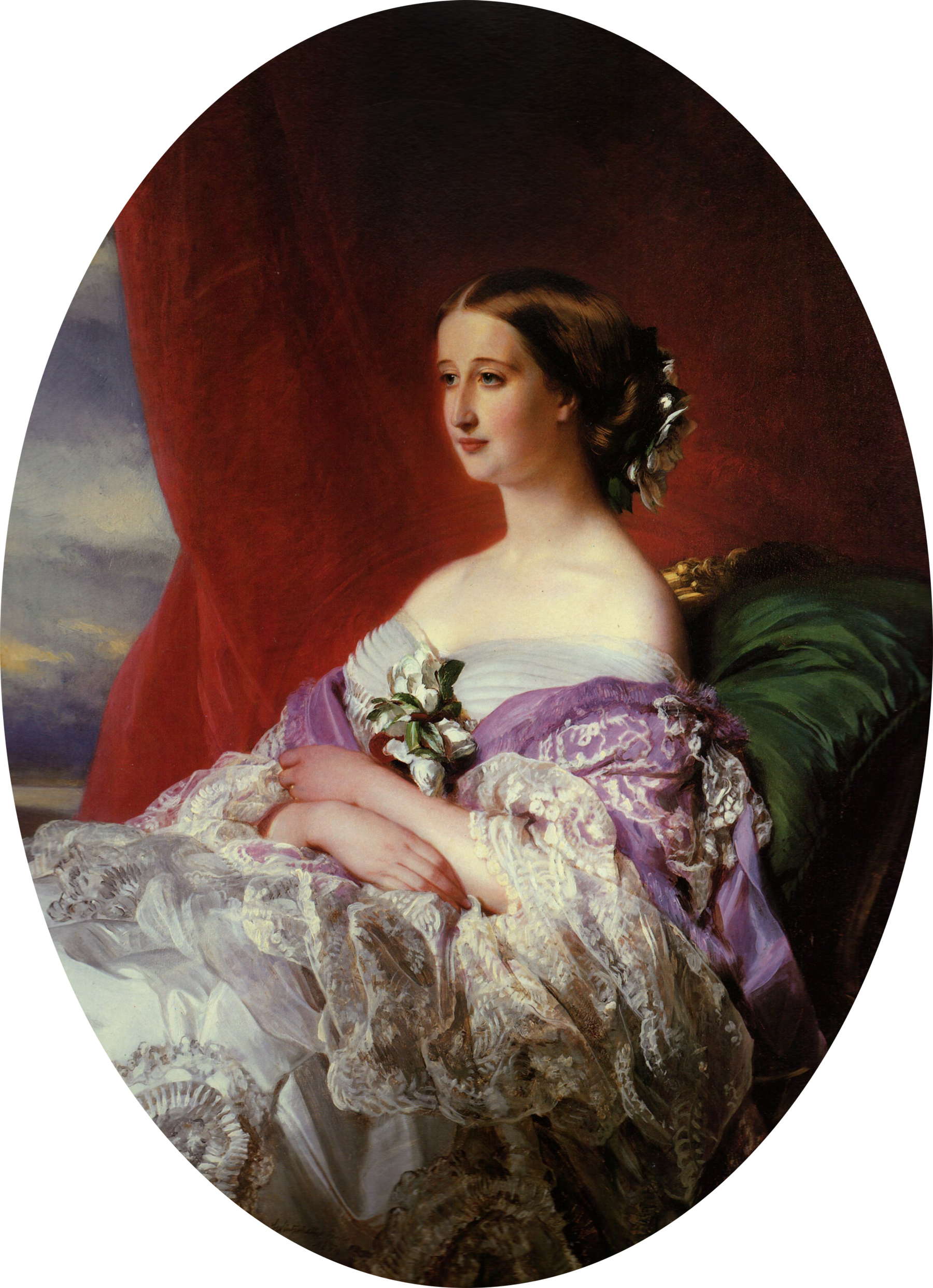
Imperatriz Eugénia, 1854, Winterhalter

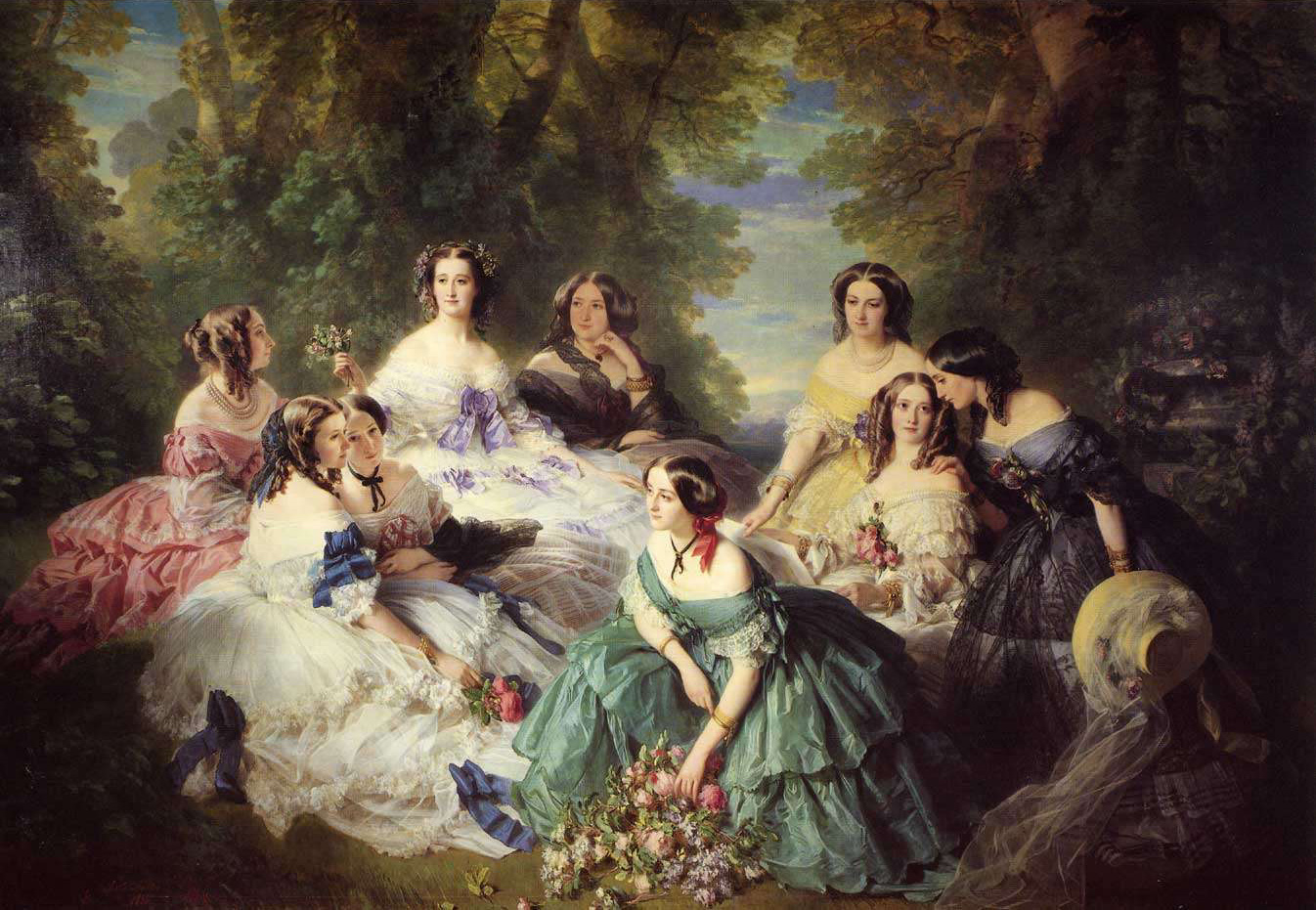
A imperatriz Eugénia rodeada por suas damas de honra, por Winterhalter (1855)

Durante o reinado de seu marido foi três vezes regente do Império em 1859 durante as campanhas de Napoleão III na península Itálica, em 1865 durante a visita do imperador à Argélia.
Era admiradora da rainha Maria Antonieta e profunda estudiosa e interessada de sua vida e defensora da política e dos direitos temporais do Papa.
Existe uma historinha, que Gilda de Mello e Souza alude apenas por alto, que explica o surgimento da crinolina e de nove anáguas engomadas que eram usadas para armar as saias na corte, decidiu substituí-las. Havia uma fábrica de espetos, em processo de falência, chamada Peugeot. Um belo dia de julho de 1854 a fábrica recebeu a ilustre visita da imperatriz que lhes trouxe um desenho seu de uma espécie de gaiola feita de finíssimos aros de arame de aço e que, desde então, tornaria a indumentária feminina muito mais leve e mais arejada, a crinolina.
Em 1858, o inglês Charles Frederick Worth abriu um ateliê na Rue de la Paix, em Paris, e convidou clientes como a imperatriz Eugénia, mulher de Napoleão III, para ver seus vestidos em modelos de carne e osso, uma novidade. Com isso, inventou tanto os desfiles de moda como a alta-costura. Anos depois, Worth e seu filho criaram a câmara sindical e os requisitos para quem quisesse integrá-la.
A Peugeot foi salva da falência (após 1870, ela passou a produzir guarda-chuvas, depois bicicletas até chegar aos automóveis), a França tornou-se líder mundial inconteste no universo da moda e o nome da bela Eugénia passou a estar associado, para todo o sempre, às “maisons” de alta costura.
A historinha, muito interessante, é sempre veiculada por pessoas ligadas à moda. De qualquer forma, mesmo que a imperatriz Eugénia não estivesse ligada diretamente à invenção das crinolinas, o certo é que ela foi a principal difusora e propagandista deste modismo.
Tal como a imperatriz Teresa Cristina do Brasil, chamada, não sem motivos, a Imperatriz arqueóloga, Eugénia também se encantou com os vestígios da antiguidade, especialmente egípcios. 
"Desvendar o passado importava menos do que fazê-lo instrumento do espanto dos patrocinadores das pesquisas, dos leitores de jornal e dos clientes de antiguidades contrabandeadas do inventário dos achados dessa rapinagem oficializada através de alvarás e permissões compradas nas ante-salas das autoridades orientais — muçulmanas —, para as quais o mundo antigo não passava de uma idade de ignorância pagã, brutal, no meio do ouro… Na posse dos alvarás, os europeus se lançavam à disputa das ruínas alheias — enquanto não existiam sábios locais, no Egito, bem preparados para o estudo e a preservação do passado da região. […] Tal frase pode parecer injusta com um Auguste Mariette, por exemplo, se trouxermos à lembrança o episódio da Imperatriz Eugénia, que se encantou com a coleção egípcia levada para a exposição internacional de Paris, em 1867, por ordem do Pachá Said. Maravilhada, ela pediu toda a coleção ao Paxá… e este encaminhou o pedido a Mariette, que deu um jeito de nunca atender aos rogos da encantadora imperatriz dos franceses."
Na inauguração do canal de Suez em 17 de novembro de 1869 estava no iate Aigle juntamente com Lesseps afrente do cortejo de inauguração do canal.

## Exílio, velhice e morte
Após a queda do 2.º Império foi juntamente com o marido para o exílio na Inglaterra e quando este morreu em Chislehurst, Kent no dia 9 de novembro de 1873, passou a residir em Biarritz onde nos tempos de imperatriz costumava passar o verão e após no Palácio de Liria e no de Dueñas em Sevilha.
Interessada em novidades tecnológicas, quis conhecer pessoalmente o dirigível de Alberto Santos Dumont, embora vivesse reclusa em sua velhice:
"Uma senhora altiva e cheia de dignidade desejou conhecer o dirigível de Santos Dumont: a Imperatriz Eugénia de Montijo, viúva de Napoleão III, em cuja fronte "luziu o diadema de safiras e diamantes que resplandeceu nas cabeças de Josefina de Beauharnais e de Maria Luísa de Áustria." A ex-soberana dos franceses, da qual ainda podemos admirar a formosura na tela de Winterhalter mulher de "fisionomia e espáduas de rara perfeição", que tinha os pés e as mãos "de uma andaluza de puro sangue", havia se transformado numa "sombra dolorida e silenciosa". Ela vivia num retiro absoluto, completamente afastada da sociedade, sobretudo depois do desaparecimento de seu filho, o príncipe Eugénio Luís, herdeiro do trono, que em 1879 foi morto na África do Sul, durante a guerra dos ingleses contra os zulus. Ninguém conseguia vê-la, Eugénia evitava jornalistas e fotógrafos, […] portanto foi com desvanecimento que Alberto recebeu, no dia 23 de janeiro a visita desta grande dama […] Eugénia, trajada de preto, chegou ao hangar numa carruagem fechada […] achava-se com quase oitenta anos, mas o rosto exibia os vestígios da impressionante beleza que fascinara o filho de Hortênsia de Beauharnais."
Faleceu durante uma visita a Madrid no dia 11 de junho de 1920, aos 94 anos, e foi sepultada na cripta imperial da Abadia de São Miguel, Farnborough, no Condado de Hampshire, Reino Unido, ao lado do filho e do marido.

## Descendência
Eugênia casou-se em 29 de janeiro de 1853 com Napoleão III de França. Tiveram um filho:
- Napoleão Eugênio, Príncipe Imperial

## Influência na cultura

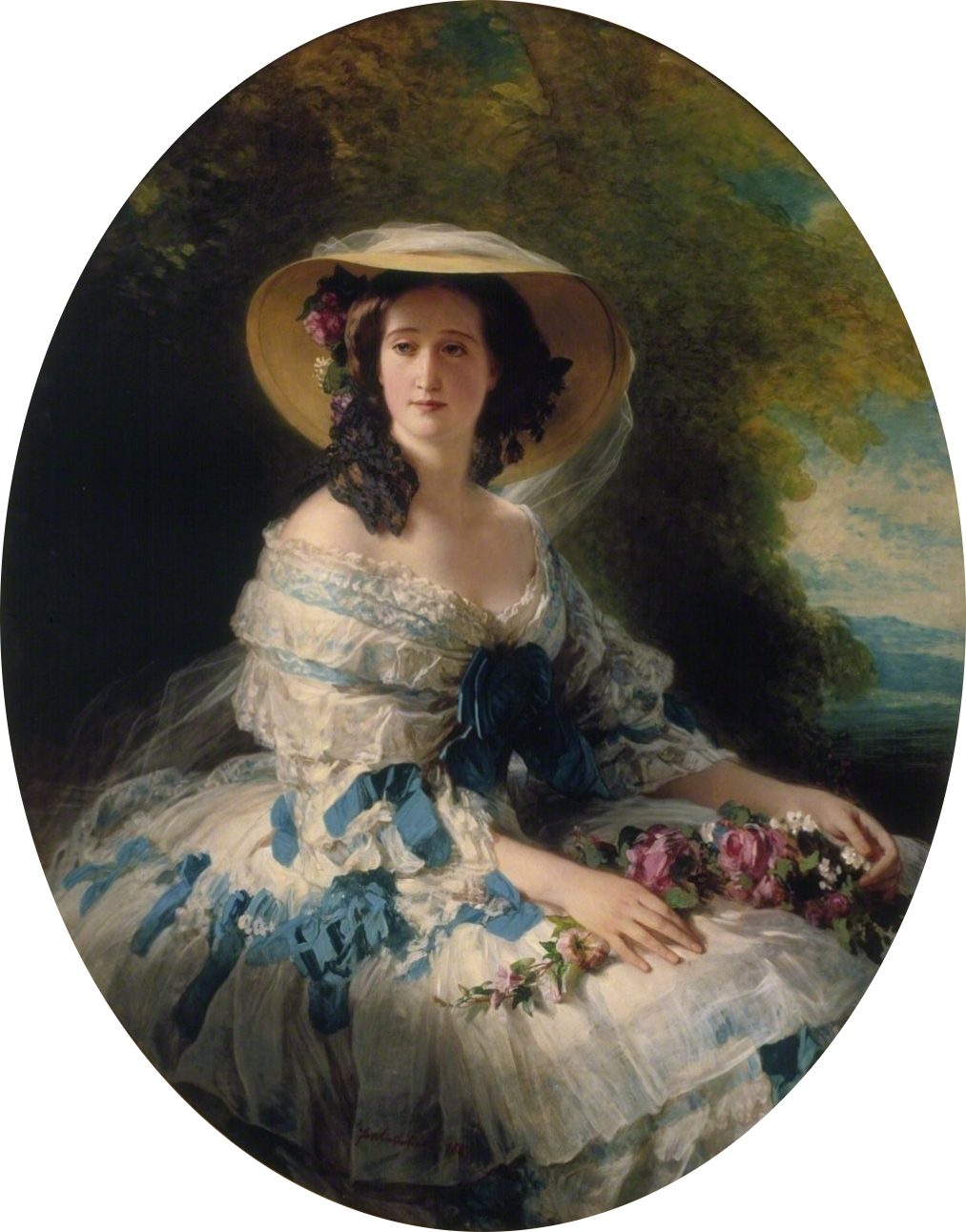
Imperatriz Eugénia em 1857, Hillwood Museum

- No filme Violetas imperiales (1952) foi inspirado em sua vida. No filme Juarez (1939), Eugénia foi interpretada por Gale Sondergaard como uma tirana, feliz por ajudar seu marido Napoleão III em seus planos de controlar o México.
- O "chapéu de Eugénia", famoso na década de 1930 e popularizado pela atriz Greta Garbo, foi nomeado a partir da imperatriz. O paletot Eugenia, um casaco feminino com mangas alargadas e um fecho de botão no pescoço, também foi nomeado a partir dela.
- Foi homenageada por John Gould, que deu o nome científico de Ptilinopus eugeniae a pomba-de-cabeça-branca.
- Graças a ela, o verão em Biarritz tornou-se muito popular, quando em 1854, ela construiu um palácio na praia, hoje conhecido como Hôtel du Palais.
- O transatlântico francês Impératrice Eugénie, lançado ao mar em 24 de abril de 1864 em Saint-Nazaire, deve seu nome a Eugénia de Montijo, mas, após a queda de Napoleão III, em 1870 , foi renomeado de Atlantique.
- O asteróide 45 Eugenia, descoberto por Hermann Mayer Salomon Goldschmidt, foi nomeado a partir de Eugénia[8] e, seu satélite, descoberto em 1998, foi chamado Le Petit-Prince ("o pequeno príncipe") em homenagem ao seu filho.[9]
- O Arquipélago da Imperatriz Eugénia, no mar do Japão foi nomeado em sua honra.
- A imperatriz também é tema das canções Eugenia de Montijo, de Concha Piquer, Eugenia Emperatriz, de Rocío Dúrcal e Eugenia de Montijo, de Marujita Díaz.

## Títulos, estilos, e honrarias

### Títulos e estilos
- 5 de maio de 1826 – 15 de março de 1839: Dona Eugênia Portocarrero de Montijo
- 15 de março de 1839 – 30 de janeiro de 1853: Sua Excelência, Dona Eugênia Portocarrero, 16.º Condessa de Teba
- 30 de janeiro de 1853 – 4 de setembro de 1870: Sua Majestade Imperial, a Imperatriz dos Franceses
- 4 de setembro de 1870 – 11 de julho de 1920: Sua Majestade Imperial, a Imperatriz Eugênia da França

### Honrarias

Brasão de Eugênia (como dama da Ordem das Damas Nobres de Espanha)

- Grã-Cruz da Imperial Ordem de San Carlos
- Dama Nobre da Ordem da Rainha Maria Luísa
- Dama da Ordem da Cruz Estrelada (Primeira Classe)
- Dama-honorária Grã-Cruz da Ordem do Império Britânico

### Outros títulos
- Marquesa de Ardales
- Marquesa de Moya
- Marquesa de Osera
- Condessa de Teba
- Condessa de Ablitas
- Condessa de Baños
- Condessa de Mora
- Condessa de Santa Cruz de la Sierra
- Viscondessa de la Calzada
- Baronesa de Quinto